# Gabrijel Stupica

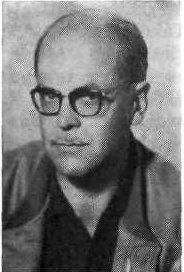
Gabrijel Stupica (1969)

Gabrijel Stupica (* 21. März 1913 Dražgoše, Gemeinde Železniki, Österreich-Ungarn; † 19. Dezember 1990 in Ljubljana, SFR Jugoslawien) war ein jugoslawischer Maler. Er gehörte zu den wichtigen Vertretern der Abstrakten Malerei nach dem Zweiten Weltkrieg.
Gabrijel Stupica besuchte das II. Realgymnasium in Ljubljana. Von 1931 bis 1933 studierte er Zeichnen und von 1933 bis 1937 Malerei an der Akademie der bildenden Künste in Zagreb und lebte dort bis 1946. Stupica nennt selbst die Besuche einer Tizian-Ausstellung 1937 in Venedig und einer Ausstellung von Meisterwerken aus dem Prado (Madrid) 1939 in Genf als Ereignisse, die ihn künstlerisch stark prägten. 1946 zog Stupica von Zagreb nach Ljubljana um. Er wurde im selben Jahr zum Professor für Malerei an der neu gegründeten Akademie der bildenden Künste in Ljubljana berufen, wo er bis zu seiner Emeritierung im Jahr 1977 lehrte. Nach dem Ende des Zweiten Weltkriegs unternahm er zwei längere Studienreisen (1950 und 1955) nach Paris.
Seine Kunst bekam in den 1950er Jahren internationale Aufmerksamkeit und Anerkennung. Gabrijel Stupica war 1952 und 1958 Teilnehmer der Biennale von Venedig im jugoslawischen Pavillon und im Jahr 1959 teilnehmender Künstler der documenta II in Kassel. 1968 stellte er im Rahmen einer Sonderausstellung der Biennale von Venedig mit aus.
Gabrijel Stupica war Mitglied der Künstlergruppe „69“.
Er erhielt zahlreiche jugoslawische Auszeichnungen und Preise:
- 1948: Prešeren-Preis
- 1950: Prešeren-Preis
- 1957: Prešeren-Preis
- 1970: Jakopič-Preis
- 1977: AVNOJ-Preis
- 1981: Prešeren-Preis für das Lebenswerk

Gabrijel Stupica war Mitglied
- der Jugoslawischen Akademie der Wissenschaften und Künste
- der Serbischen Akademie der Wissenschaften und Künste
- der Slowenischen Akademie der Wissenschaften und Künste

In den 1990er Jahren wurden seine Werke auf bedeutenden Ausstellungen in Europa gezeigt (unter anderem):
- 1994: Europa – Europa, Kunst- und Ausstellungshalle der Bundesrepublik Deutschland, Bonn
- 1999: Aspekte/Positionen: 50 Jahre Kunst aus Mitteleuropa, Museum Moderner Kunst, Wien

Gabrijel Stupica hinterlässt ein vielfältiges Gesamtwerk aus Gemälden (Viele Porträts und Selbstporträts), Gouachen, Aquarelle, Zeichnungen und Grafiken.

## Werke in Museen und Sammlungen
(Auswahl)
- Museum of Contemporary Art Skopje, Skopje
- Museum of Contemporary Art Belgrade, Belgrad
- Pilonova Galerija, Ajdovščina
- Kunsthalle Nürnberg